# Turceni
Turceni ist eine Kleinstadt im Kreis Gorj in Rumänien.

## Lage
Turceni liegt im Vorland der Südkarpaten, an der Mündung des Flusses Jilț in den Jiu (deutsch Schil). Die Kreishauptstadt Târgu Jiu befindet sich etwa 40 km nördlich.

## Geschichte
Eine Ansiedlung an der Stelle der heutigen Stadt mit dem Namen Câmpul Turcilor (etwa „Türkenfeld“) ist urkundlich seit 1499 zu belegen; die erste Erwähnung des Ortsnamens Turceni erfolgte 1529. Ein Jahr später bestätigte der walachische Fürst Vlad Înecatul dem Kloster Tismana die Herrschaft über Turceni. 1569 ist eine Teilung des Ortes in einen Ober- und einen Unterteil dokumentiert; zwei Adelsfamilien wurden Besitzer von Turceni. 1634 erhielt das Kloster Tismana erneut die Herrschaft über das gesamte Dorf.
Seit 1840 ist eine Schule bezeugt.
Bis zur Agrarreform 1864 bestand die große Mehrheit der Bewohner aus Familien landloser Bauern. Auch danach blieb die wirtschaftliche Situation der Landbevölkerung schwierig, so dass auch Bewohner Turcenis sich am Bauernaufstand in Rumänien 1907 beteiligten.
Im Ersten Weltkrieg fielen 122 Bewohner der heutigen Stadt.
1961 wurden die Ackerflächen kollektiviert.
Der lange ländlich geprägte Ort änderte seinen Charakter durch die nach dem Zweiten Weltkrieg einsetzende Industrialisierung. 1978 ging das Kraftwerk Turceni mit dem ersten 330-MW-Block in Betrieb; bis 1987 wurden sieben Blöcke mit einer Gesamtleistung von 2310 MW errichtet. Dieses gehört zu den 30 größten CO2-Emittenten innerhalb der Europäischen Union. Auch ein Wasserkraftwerk wurde errichtet.
2004 erhielt Turceni den Status einer Stadt.
Wichtige Wirtschaftszweige der sind außer der Energiegewinnung die Landwirtschaft und der Handel.

## Bevölkerung
Bei der Volkszählung 2002 lebten in der Stadt 8559 Personen, darunter 8556 Rumänen. 4780 lebten in Turceni, die übrigen in den fünf eingemeindeten Orten. 2011 waren von den 7269 registrierten Menschen 6882 Rumänen, drei Roma und andere Ethnien.

## Verkehr
Turceni liegt ein Kilometer westlich der Nationalstraße DN66 und an der 1967 eröffneten, 72 Kilometer langen, Bahnstrecke Filiași–Turceni–Târgu Jiu. In beide Richtungen verkehren derzeit (2023) täglich mehrere Nahverkehrszüge. Außerdem bestehen Busverbindungen nach Motru.

## Sehenswürdigkeiten
- Kirche Strâmba (1518–1620)  im Ortsteil Strâmba-Jiu
- Holzkirche Sf. Ioan Botezătorul (1730)
- Kloster Strâmba (16.–18. Jahrhundert) im Ortsteil Strâmba-Jiu